# Halo (DC Comics)
Halo (Gabrielle Doe) è una supereroina che appare nei fumetti pubblicati dalla DC Comics. La sua prima apparizione avvenne in un fumetto speciale in The Brave and the Bold #200 (luglio 1983) e fu creata da Mike W. Barr e Jim Aparo .
L'origine del personaggio è legata ad un particolare tipo di possessione spirituale: un alieno viene infatti resuscitato e si impossessa del corpo di una donna recentemente assassinata, resuscitandola: la nostra protagonista della situazione Gabrielle Doe. Inizialmente Halo soffre di amnesia e dunque non ha accesso ai ricordi né dell'alieno né dell'ospite umano.
Halo ha fatto poche apparizioni in televisione e ancora meno al cinema, principalmente in collaborazione comunque con gli Outsiders. In Young Justice è doppiata da Zehra Fazal.

## Creazione
Barr ha parlato della creazione del personaggio affermando:

## Cronologia delle pubblicazioni
Halo apparve per la prima volta in The Brave and the Bold #200 (luglio 1983), fumetto creato dallo scrittore Mike W. Barr e disegnato dall'artista Jim Aparo .

## Biografia del personaggio immaginario
Halo è una gestalt di una donna umana di nome Violet Harper e di un Aurakle, un antico essere energetico che ha origine dalla Fonte . Dopo che Violet viene assassinata da Syonide, un agente dei 100 e Tobias Whale, l'Aurakle la resuscita, la possiede e la potenzia.
In seguito, Violet si unisce agli Outsiders con il criptonimo di Halo. Partecipa agli eventi della Crisi infinita, della Terza guerra mondiale e della Notte più profonda, con quest'ultima che rivela le sue abilità per essere efficace contro le Lanterne Nere.
In Batman Inc., Halo si unisce ad una nuova squadra di Outsiders guidata stavolta dal vigilante Red Robin .  In seguito ad un'esplosione, gli Outsiders vengono però dichiarati legalmente morti e usano il loro status per compiere missioni segrete.

## Poteri e abilità
Halo può volare e creare aure dei sette colori dell'arcobaleno, chiamate aloni, che hanno effetti diversi. Può guarire e resuscitare se stessa e generare luce, fuoco, ologrammi e raggi di stasi.

## Altre versioni
Una variante di Halo proveniente da un universo alternativo appare in JLA: Another Nail .

## In altri media

### Televisione
- Halo appare nel teaser dell'episodio "Requiem for a Scarlet Speedster!" di Batman: The Brave and the Bold come membro degli Outsiders .[5]
- Halo appare inoltre come protagonista della terza stagione della nota serie Young Justice,[6] doppiato da Zehra Fazal .[5][7] Questa versione è il prodotto dello spirito di una Scatola Madre che riporta in vita il corpo di Gabrielle Daou, una rifugiata Quraci che è stata rapita e sottoposta a esperimenti da trafficanti di metaumani e soppressa da Helga Jace dopo essere risultata negativa al test per un metagene. Inizialmente una tabula rasa con tracce della personalità e dei ricordi di Daou e un fugace accesso alla conoscenza e ai poteri della Scatola Madre, Halo viene presto salvato da Tigress, con cui vive prima di unirsi alla squadra di Nightwing . Si chiama Violet Harper, vedendosi però come un nuovo individuo e con una nuova identità di genere, preferendo il they/them o loro; comunque iniziano una relazione con Brion Markov e diventano amica di Harper Row.

### Film
Una versione di Halo di un universo alternativo chiamata Aurora appare in Justice League: La crisi dei due mondi come membro minore del Sindacato del crimine con poteri simili a quelli di una Lanterna Verde.

### videogiochi
Halo appare come un personaggio evocato in Scribblenauts Unmasked: A DC Comics Adventure .